# Kleverige poelslak
De kleverige poelslak (Myxas glutinosa) is een slakkensoort uit de familie van de poelslakken (Lymnaeidae). De wetenschappelijke naam van de soort werd in 1774 voor het eerst geldig gepubliceerd door Otto Friedrich Müller.

## Kenmerken
Het slakkenhuisje is zeer dunwandig, transparant en bolvormig opgeblazen. In het volwassen stadium is hij 13 tot 16 mm hoog en 11 tot 15 mm breed. De eerste twee windingen zijn slechts licht verhoogd, de top is daarom stomp. De eerste twee windingen nemen snel toe, maar nog steeds gelijkmatig. Daarna neemt de schaal zeer snel toe en wordt de snuit erg vergroot. Het is ovaal en beslaat meer dan 90% van de totale schaalhoogte in het volwassen stadium. De glanzende schelp lijkt glad, maar zit bij het levende dier vrijwel geheel verborgen onder de dikke, kleverige mantelflappen. Heeft geen afsluitplaatje (operculum) in de mond.

## Geografisch voorkomen en leefgebied
De kleverige poelslak komt of kwam van Oost-België in het westen via Centraal-Europa en de Baltische staten naar Kazachstan. In het noorden strekt het verspreidingsgebied zich uit tot in het zuiden van Finland, in het zuiden vormen de Alpen de grens. Het voorkomen is beperkt tot de laaglanden. Hij leeft in plantenrijke, zacht stromende beken of meren en op zandgronden in meren tot een diepte van ongeveer 6 meter. Ze heeft heel schoon water nodig. De dieren leven van stenen en grazen van de algen die erop groeien.

## Levensstijl en voortplanting
De overwinterende volwassen dieren paaien in het voorjaar in de zonnige ondiepe waterzone van hun leefgebied en sterven dan. De voorjaarsgeneratie groeit snel, wordt geslachtsrijp bij een schaalgrootte van ongeveer 8 mm en begint te paaien. De slakken die in de zomer en herfst uitkomen, overwinteren en kunnen bijna een jaar leven.
Radix:
ampla · 
auricularia · 
lagotis · 
ovata · 
peregra

Stagnicola:
corvus · 
fuscus · 
occultus · 
palustris · 
turricula

Overig:
Galba truncatula · 
Lymnaea stagnalis · 
Myxas glutinosa · 
Omniscola glabra · 
Pseudosuccinea columella